# Bollinger
La Bollinger IPA: [bɔlɛ̃ʒe] è un'azienda francese produttrice di champagne. Produce diversi tipi di champagne sotto il nome di Bollinger, tra cui il Vieille Vignes Françaises, Grand Année o lo Special Cuvée. Fondata nel 1829 a Aÿ, nella regione dello Champagne, da Hennequin de Villermont, Paul Renaudin e Jacques Bollinger, la casa continua tuttora ad essere gestita da membri della famiglia di quest'ultimo.

## Storia
La maison nasce il 16 febbraio 1829 ad Aÿ, in rue de l'Huilierie 16, con il nome Renaudin-Bollinger, grazie al tedesco Joseph Jacob Placide "Jacques" Bollinger, Athanase Louis Emmannuel Hennequin, conte di Villermont e proprietario viticolo della zona, e l'enologo Paul Levieux Renaudin. Villermont e Renaudin vennero a mancare nei trent'anni successivi all'apertura e l'azienda rimase a Bollinger, unico tra i tre soci ad avere eredi.
Nel corso del secolo l'amministrazione della attività passa di padre in figlio e conosce una forte espansione. Nel 1931 il vitigno viene esteso a centocinquantotto ettari, esattamente come si presenta ai giorni nostri. Durante l'amministrazione di George Bollinger a fine '800 l'azienda sopravvisse a diverse catastrofi, oltre alla prima guerra mondiale. I vigneti furono gravemente colpiti dalla filossera, un parassita molto dannoso. Monsieur George ripianta i vigneti ma i danni sono gravissimi e gli interventi durano fino al 1920. La maison era stata risparmiata anche durante la rivolta del 1911, grazie alla reputazione del suo proprietario. Nel 1941 a seguito della morte del marito Jacques, Elisabeth Law de Lauriston-Boubers, in futuro ricordata come Madame Bollinger, prese in mano le redini della grande tenuta di Aÿ, diventando la prima donna a gestire il business di famiglia. La sua gestione durò per oltre trent'anni.
Per rendere il marchio più competitivo e contrastare le altre maison, Madame Bollinger creò la Cuvée de Prestige Bollinger R.D., commercializzata a partire dal 1966.